# گروس والنستاک
گروس والنستاک (به لاتین: Gross Walenstock) یک کوه در سوئیس است که در کانتون ابوالدن واقع شده‌است. گروس والنستاک ۲٬۵۷۲ متر بالاتر از سطح دریا واقع شده‌است.